# DreamNote
DreamNote (кор. 드림노트, Deurim Noteu) — південнокорейський жіночий гурт, сформований iMe KOREA. Вони дебютували 7 листопада 2018 року із дебютним синглом Dreamlike. На даний момент гурт складається з шести учасниць: Сумін, Инчо, Лара, Місо, Юай та Боні. Хабін та Ханбьоль покинули гурт у вересні 2019 року.

## Назва
Назва гурту DreamNote складається з двох слів Dream (укр. Мрія, Сон) та Note (укр. Запис, Нотатка), що за словами учасниць значить — «Ми будемо дарувати нашим фанатам мрії і разом будемо їх здійснювати». Назва фандому Page (укр. Сторінка).

## Кар'єра

### 2017: до дебюту
Инчо, Ханбьоль та Сумін були учасницями шоу на виживання Mix Nine, яке транслювалося на телеканалі JTBC у 2017 році. Сумін потрапила до фіналу, але дебют жіночого проєктного гурту було скасовано через перемогу чоловічої команди. Після завершення Mix Nine, Сумін повернулася до iMe, щоб підготуватися до дебюту.

### 2018: дебют ізDreamlike
22 жовтня було опубліковано перші промо-фото з учасницями.
7 листопада 2018 вийшов перший сингл-альбом гурту Dreamlike. Дебютний шоукейс пройшов у IMarket Hall у Сеулі. 8 листопада гурт дебютував на сцені Mnet M Countdown з головним синглом «Dream Note».

### 2019:Dream: us, зміни у складі
12 березня 2019 року вийшов другий сингл-альбом Dream: us. Однак через травму Хабін гурт тимчасово просувався з сімома учасницями.
6 вересня 2019 року учасниці Хабін та Ханбьоль покинули гурт через особисті обставини.

### 2020:Dream Wish
8 січня 2020 року гурт повернувся зі своїм третім сингл-альбомом Dream Wish.

## Учасниці
Адаптовано з офіційного веб-сайту гурту в Японії та Makestar.
| Сценічний псевдонім | Сценічний псевдонім | Сценічний псевдонім | Справжнє ім'я | Справжнє ім'я  | Справжнє ім'я | Дата народження           | Позиція у гурті                                  |
| Українською         | Латиницею           | Хангилем            | Українською   | Латиницею      | Хангилем      | Дата народження           | Позиція у гурті                                  |
| ------------------- | ------------------- | ------------------- | ------------- | -------------- | ------------- | ------------------------- | ------------------------------------------------ |
| Юай                 | Youi                | 유아이              | Кім Чіхьон    | Kim Ji Hyeon   | 김지현        | 24 квітня 2000 (24 роки)  | Лідерка, танцюристка, вокалістка                 |
| Боні                | Boni                | 보니                | Чхве Инчон    | Choi Eui Jeong | 최의정        | 30 жовтня 1999 (25 років) | Вокалістка, танцюристка, реперка                 |
| Лара                | Lara                | 라라                | Мун Сине      | Moon Sin Ae    | 문신애        | 9 серпня 2000 (24 роки)   | Головна вокалістка                               |
| Місо                | Miso                | 미소                | Чон Місо      | Jeon Ji Min    | 전지민        | 25 жовтня 2000 (24 роки)  | Головна вокалістка, реперка                      |
| Сумін               | Sumin               | 수민                | Пак Сумін     | Park Soo Min   | 박수민        | 7 вересня 2001 (23 роки)  | Головна реперка, головна танцюристка, вокалістка |
| Инчо                | Eunjo               | 은조                | Пак Инчо      | Park Eun Jo    | 박은조        | 7 березня 2002 (23 роки)  | Вокалістка, реперка, макне                       |
| Колишні учасниці    |                     |                     |               |                |               |                           |                                                  |
| Хабін               | Habin               | 하빈                | Ю Хабін       | Yoo Ha Bin     | 유하빈        | 10 березня 2002 (23 роки) | Головна танцюристка, реперка, вокалістка         |
| Ханбьоль            | Hanbyeol            | 한별                | Ан Ханбьоль   | Ahn Han Byeol  | 안한별        | 13 жовтня 2003 (21 рік)   | Вокалістка, реперка, танцюристка, макне          |

## Дискографія

### Сингл-альбоми
| Назва          | Деталі | Пікові позиції у чартах | Продажі                 |
| Назва          | Деталі | KOR                     | Продажі                 |
| -------------- | --- | ----------------------- | ----------------------- |
| Dreamlike      | - Реліз: 7 листопада 2018 - Лейбл: iMe KOREA, Kakao M - Формат: CD, цифрове завантаження Трек-лист 1. «In the Beginning» (кор. 빛의 시작) 2. «Dream Note» 3. «Like You» (кор. 좋아하나봐) 4. «Fresh! Fresh!» 5. «Dream Note» (Inst.) 6. «Like You» (кор. 좋아하나봐) (Inst.)               | 26                      | - Південна Корея: 3,532 |
| Dream: us      | - Реліз: 12 березня 2019 - Лейбл: iMe KOREA, Kakao M - Formats: CD, цифрове завантаження Трек-лист 1. «¡Bienvenido! (Welcome Back)» 2. «Hakuna Matata» (кор. 하쿠나 마타타) 3. «My Hobby Is You» (кор. 취미는 너) 4. «Cong Cong (Uhh Ohh)» 5. «Hakuna Matata» (кор. 하쿠나 마타타) (Inst.) | 25                      | - Південна Корея: 4,253 |
| Dream Wish     | - Реліз: 8 січня 2020 - Лейбл: iMe KOREA, Kakao M - Формат: CD, цифрове завантаження Трек-лист 1. «Wish» (кор. 바라다) 2. «Love Is So Amazing» 3. «Bittersweet» 4. «La Isla Bonita» (кор. 꿈의 섬으로) 5. «Wish» (кор. 바라다) (Inst.)                                                     | 33                      | - Південна Корея: 4,984 |
| Dreams Alive   | - Реліз: 26 жовтня 2021 - Лейбл: iMe KOREA, Kakao Entertainment - Формат: CD, цифрове завантаження Трек-лист 1. «Ghost» 2. «Night» (кор. 밤) 3. «Thank You» (кор. 오늘보다 내일 더) 4. «Ghost» (Inst.)                                                                                     | 41                      | Н/Д                     |
| Secondary Page | - Реліз: 12 квітня 2023 - Лейбл: iMe KOREA, Kakao Entertainment - Формат: CD, цифрове завантаження Трек-лист 1. «Lemonade» 2. «BLUE» 3. «Broken» | 35                      | - Південна Корея: 9,008 |

### Сингли
| Назва                                                                            | Рік  | Пікові позиції у чартах | Альбом                |
| Назва                                                                            | Рік  | KOR                     | Альбом                |
| -------------------------------------------------------------------------------- | ---- | ----------------------- | --------------------- |
| «Dream Note»                                                                     | 2018 | —                       | Dreamlike             |
| «Hakuna Matata» (кор. 하쿠나 마타타)                                             | 2019 | —                       | Dream: us             |
| «Wish» (кор. 바라다)                                                             | 2020 | —                       | Dream Wish            |
| «Ghost»                                                                          | 2021 | —                       | Dreams Alive          |
| «Night (Winter Ver.)» (кор. 밤)                                                  | 2021 | —                       | Не увійшов до альбому |
| «Lemonade»                                                                       | 2023 | —                       | Secondary Page        |
| «—» релізи, що не потрапили у чарти або не були випущені у відповідних регіонах. |      |                         |                       |

### Саундтреки
| Пісня                            | Рік  | Учасниці   | Альбом                                                    |
| -------------------------------- | ---- | ---------- | --------------------------------------------------------- |
| «As You Dream»                   | 2018 | Лара, Місо | When Time Stopped OST Part 1                              |
| «One Love»                       | 2020 | Боні, Лара | Phantom The Secret Agent                                  |
| «Only U»                         | 2020 | Лара       | Mr. Heart (OST)                                           |
| «Flower Scent» (кор. 꽃향기)     | 2020 | Лара       | Nobleman Ryu's Wedding OST Pt. 1                          |
| «U&I» (кор. 유앤아이)            | 2021 | Всі        | The Haunted House: Ghost Ball Z — Dark Exorcist (4 сезон) |
| «One More Step» (кор. 한걸음 더) | 2021 | Місо       | SomeAir (OST)                                             |

### Інші пісні
| Пісня                                 | Рік  | Учасниці | Альбом                                                                            |
| ------------------------------------- | ---- | -------- | --------------------------------------------------------------------------------- |
| «Faraway Hometown» (кор. 머나먼 고향) | 2019 | Всі      | Immortal Songs: Singing the Legend: 100 Years of Korea, Singing with the People 2 |

## Відеографія

### Музичні відео
| Назва                                | Рік  | Режисер(и)             |
| ------------------------------------ | ---- | ---------------------- |
| «Dream Note»                         | 2018 | Hong Won-Ki (Zanybros) |
| «Hakuna Matata» (кор. 하쿠나 마타타) | 2019 | David Amber            |
| «Wish» (кор. 바라다)                 | 2020 | Н/Д                    |
| «Ghost»                              | 2021 | Н/Д                    |

## Нагороди та номінації
| Нагорода           | Рік  | Категорія                    | Номінант / Робота | Результат | Прим.  |
| ------------------ | ---- | ---------------------------- | ----------------- | --------- | ------ |
| Genie Music Awards | 2019 | The Top Artist               | DreamNote         | Номінація | [ 17 ] |
| Genie Music Awards | 2019 | The Female New Artist        | DreamNote         | Номінація | [ 17 ] |
| Genie Music Awards | 2019 | Genie Music Popularity Award | DreamNote         | Номінація | [ 17 ] |
| Genie Music Awards | 2019 | Global Popularity Award      | DreamNote         | Номінація | [ 17 ] |

## Нотатки
1. ↑  Сингл «Ghost» не потрапив у Gaon Digital Chart, але посів 99 місце у Gaon Download Chart[13].
2. ↑  Сингл «Lemonade» не потрапив у Circle Digital Chart, але посів 91 місце у Circle Download Chart[14].